# Sirarpie Der Nersessian
Sirarpie Véronique Der Nersessian (in armeno Սիրարփի Միհրանի Տեր-Ներսեսյան? Sirarpi Mihrani Ter-Nersessjan) (Istanbul, 5 settembre 1896 – Parigi, 5 luglio 1989) è stata una storica dell'arte armena specializzata in storia dell'arte armena e bizantina.
Der Nersessian insegnò storia dell'arte armena in diverse università statunitensi tra cui il Wellesley College nel Massachusetts, ricoprì la cattedra Henri Focillon di arte e archeologia presso l'Università Harvard.  È stata senior fellow a Dumbarton Oaks, di cui fu vice-direttore dal 1954 al 1955 e dal 1961 al 1962. Der Nersessian ha fatto parte di numerose istituzioni internazionali come la British Academy (1975), l'Académie des Inscriptions et Belles-Lettres (1978) e l'Accademia delle Scienze dell'Armenia (1966).

## Biografia
Der Nersessian nacque a Costantinopoli ultima dei tre figli di una famiglia con un elevato livello culturale, lo zio materno Malachia Ormanian (1841-1918) era patriarca della Chiesa armena nella Turchia ottomana e viveva con la famiglia esercitando sui tre fratelli una forte influenza educativa e religiosa. Der Nersessian frequentò la scuola armena e poi la English High School for Girls a Constantinopoli dove apprese l'inglese e il francese. Rimase orfana di madre a nove anni, il padre morì quando Sirarpie aveva diciotto anni.
Nel 1915, nel pieno del genocidio armeno lei e la sorella Arax con un zia fuggirono prima in Bulgaria e poi in Svizzera, qui Der Nersessian studiò all'Università di Ginevra per poi trasferirsi con la sorella in Francia nel 1919. Fu ammessa alla Sorbona dove studiò con il bizantinista Charles Diehl e gli storici dell'arte Gabriel Millet e Henri Focillon, a questo periodo risale anche il legame di amicizia con Francis Dvornik e lo storico dell'arte André Grabar.
Nel 1922 diventò assistente di Millet presso la École pratique des hautes ètudes dell'Università di Parigi. Nel 1925 ottenne il Diplôme des Hautes études. Nel 1927 condusse ricerche sulla collezione dell'Ordine mechitarista di San Lazzaro degli Armeni a Venezia. Nel 1929 Millet fu coautore di una delle sue prime pubblicazioni.
Nel 1930 si trasferisce negli Stati Uniti dove viene assunta nel dipartimento d'arte del Wellesley College per i corsi universitari di arte bizantina. Nel contempo finisce le sue tesi di dottorato (all'epoca erano due) su L'illustration du roman de Barlaam et Joasaph e una tesi secondaria sui manoscritti armeni illuminati dal XII al XIV secolo. Entrambe valutate col voto massimo Mention très honorable.
Nel 1937 diviene presidente del dipartimento d'arte di Wellesley e direttore del Farnsworth Art Museum. L'anno precedente era stata docente in visita alla Università di New York dove si occupò dei manoscritti armeni della J. Pierpont Morgan Library.
Nel 1939 tenne una serie di lezioni sulla scultura bizantina a Dumbarton Oaks, prima che diventasse un centro di studi medievali. Nel 1944-45 ottenne una borsa di studio senior a Dumbarton Oaks e l'anno successivo divenne membro effettivo della facoltà. Nel 1947 fu eletta Fellow dell'Accademia Medievale. Nel 1953, superando i forti pregiudizi verso l'assunzione di docenti donne ad Harvard, fu nominata Henri Focillon Professor of Art and Archaeology a Dumbarton Oaks.
Der Nersessian fu la prima donna invitata a tenere una lezione al prestigioso Collège de France.
Nel 1963 andò in pensione e tornò a Parigi. Tenne lezioni in diverse università europee e nel 1973 pubblicò la raccolta dei suoi studi sull'arte bizantina e armena. Trascorse gli ultimi anni della sua vita prendendosi cura della sorella e dopo la sua morte, completando un'ampia opera sull'arte del Regno armeno di Cilicia. Considerata la sua opera maggiore il testo Miniature Painting in the Armenian Kingdom of Cilicia from the Twelfth to the Fourteenth Century fu pubblicata postuma nel 1993 come volume dei Dumbarton Oaks Studies.
Alla sua morte la sua biblioteca venne donata al Matenadaran a Erevan.
Sirarpie Der Narsassian è sepolta al cimitero di Viroflay, in Francia. 
Presso l'Institut de Recherches sur les Miniatures Arméno-Byzantines è stato creato un fondo a lei intitolato rivolto allo studio della storia e della storia dell'arte.

## Onorificenze
Sirarpie Der Nersessian fu la prima donna a cui venne conferita, nel 1960, la medaglia di San Gregorio Illuminatore, massimo riconoscimento conferito dalla Chiesa apostolica armena.

## Opere

### Libri
- Armenia and the Byzantine Empire. Cambridge, MA: Harvard University Press, 1945.
- Aght'amar: Church of the Holy Cross. Cambridge, MA: Harvard University Press, 1964.
- Armenian Manuscripts in the Walters Art Gallery. Baltimore: The Trustees, 1973.
- Armenian Miniatures from Isfahan. Brussels: Les Editeurs d’Art Associés, 1986.
- The Armenians. New York: Praeger, 1969.
- (FR)  L'Art arménien. Paris: Art européen. Publications filmées d'art et d'histoire, 1965.
- (FR)  L'illustration du roman de Barlaam et Joasaph. Paris: de Boccard, 1937.
- Miniature Painting in the Armenian Kingdom of Cilicia from the Twelfth to the Fourteenth Century. Washington D.C.: Dumbarton Oaks Studies, 1993.